# Desești
Desești (maďarsky: Desze, jidiš: דעסעשט) je vesnice v Rumunsku, v župě Maramureš, v historické části Maramureše.

## Poloha
Nachází se 23 kilometrů jižně od Sighetu Marmației, na levém břehu řeky Mara.

## Původ názvu
Název pravděpodobně odkazuje na jeho osadníka, o němž se nedochovaly žádné záznamy. Desa je variantou osobního jména Desimir, které se dodnes vyskytuje v jižní slovanštině. V roce 1360 je uváděná jako villa olachalis Deszehaza, v roce 1364 nesla název Dezefalwa a v roce 1442 to bylo Dese.

## Historie
Poprvé se o něm jako o šlechtickém sídle, které král Ludvík I. Veliký věnoval Drágusovi za statečnost. Později byla převážně vesnicí drobné šlechty, v roce 1720 zde bylo zaznamenáno 25 šlechtických a sedm poddanských port. V roce 1786 bylo obyvatelstvo ještě smíšeného řeckokatolického a pravoslavného vyznání, později konvertovalo k plnému řeckokatolictví.
V roce 1838 zde žilo 723 řeckokatolíků a 8 Židů.
V roce 1880 bylo z 894 obyvatel 770 rumunsky a 84 německy mluvících, 877 řeckokatolických, 71 židovských a 9 římskokatolických.
V roce 2002 bylo z 974 obyvatel 972 rumunské národnosti, 888 pravoslavných a 40 řeckokatolických.

## Památky
Pravoslavný (dříve řeckokatolický) dřevěný kostel svaté Paraskevy v Jasvăru z roku 1770 je spolu s dalšími sedmi dřevěnými kostely v Maramurešské župě zapsán na Seznam světového dědictví UNESCO.